# Søren Pind
Søren Pind (født 20. november 1969 i Herning) er en tidligere dansk kommunal- og folketingspolitiker for Venstre.
Han har været uddannelses- og forskningsminister i regeringen Lars Løkke Rasmussen III fra 28. november 2016 til 2. maj 2018 efter at have været justitsminister i regeringen Lars Løkke Rasmussen II.
Pind var medlem af Københavns Borgerrepræsentation og valgt til Folketinget i Københavns Storkreds. Han var fra 23. februar 2010 udviklingsminister og fra 8. marts 2011 desuden integrationsminister til folketingsvalget i 2011.
Den 1. maj 2018 meddelte Søren Pind at han med øjeblikkelig virkning trak sig fra sin ministerpost og dansk politik. Ved sin afgang iførte han sig en ministeruniform, som han havde fået skræddersyet for 40.000 kr.
Siden 2018 er Søren Pind arbejdende bestyrelsesformand for Danish Cyber Defence og fast skribent for Berlingske.

## Baggrund
Søren Pind blev født i 1969 i Herning (Sankt Johannes Sogn) som søn af tandlæge Torben Pind og fysioterapeut Jytte Pind (født Grauballe). Han er student fra Bornholms Amtsgymnasium i 1988 og cand.jur. fra Københavns Universitet i 1997.
Han var projektleder hos Waterfront Communications fra 1997 til 1998. Fra 1999 til 2005 var han manuduktør i statsret på Københavns Universitet. Den 15. februar 2008 indtrådte Søren Pind som kontaktdirektør i IT-virksomheden Propeople.

### Ordener
- Ridder af Dannebrogordenen (8. april 2015)[10]
- Ridder af Æreslegionen (12. marts 2015)[11]

## Politisk karriere
Folketingskandidat for Venstre på Bornholm fra 1991 til 1998. I 1994 blev Pind valgt til Borgerrepræsentationen i København som kandidat for Venstres Ungdom. Pind blev i 1998 Danmarks hidtil yngste borgmester som 28-årig – en rekord der fire år senere blev slået af partifællen Michael Aastrup Jensen, Randers.
Fra 1998 til 2005 var Pind bygge- og teknikborgmester. Ved valget i 2001 opnåede han valg på Borgerrepræsentationens første mandat; ingen andre kandidater fik flere personlige stemmer end Pinds 22.108.
Allerede i 2002 blev han opstillet som kandidat til Folketinget for Venstre i Østerbrokredsen og Østbanekredsen, og han blev valgt i februar 2005 med et personligt stemmetal på 4.442. Østre Storkreds omfattede kun dele af København, og resultatet kan ikke umiddelbart sammenlignes med personlige stemmetal ved kommunalvalg.
Ved valget til Borgerrepræsentationen i november 2005 var Pind spidskandidat for Venstre. Hans kampagne, der ud over ønsket om systemskifte fokuserede på integrationsproblemerne i hovedstaden, fængede ikke. Pind fik kun lidt over 19.000 personlige stemmer, og partiet Venstre gik fra 11 til otte mandater i Borgerrepræsentationen. På valgaftenen erkendte han følelsesladet nederlaget og trak sig som partiets politiske leder i hovedstaden. Siden har han fokuseret på arbejdet i Folketinget.
Søren Pind har flere gange markeret sig som støtte for USA's udenrigspolitik og som beundrer af Ronald Reagan. Han er fra siden 2011 præsident for Det Danske Ronald Reagan Selskab.
Pinds og en række andre unge liberales lancering af "ti liberale teser" skabte voldsom debat både i partiet Venstre og i offentligheden. Teserne blev straks skudt ned af partiets ledelse anført af statsminister Anders Fogh Rasmussen.

### Udviklingsminister
Den 23. februar 2010 blev Søren Pind udnævnt til Udvíklingsminister i Lars Løkke Rasmussens VK-regering. Pind lovede straks at gøre sit ministerium til et "frihedsministerium" ved bl.a. at fokusere på demokrati og menneskerettigheder.
Pind blev hyldet af mange VU'er, da de nye ministre skulle præsenteres for dronningen. Pind er kritiseret for ikke at vide nok om sit ministerområde og for at ville føre en liberalistisk politik. Pinds ministerium udgav et udkast til en ny udviklingsstrategi i april 2010, der, selv om den havde liberalistiske forslag, blev modtaget positivt af mange danske NGO'er.

### Integrationsminister
8. marts 2011 overtog Pind posten som integrationsminister fra Birthe Rønn Hornbech. I 2020-reformpakken fra foråret 2011 fik han indført en stramning af udvisningsreglerne for udlændinge, der har begået kriminalitet.
Efter Folketingsvalget 2011 tabte VK regeringsmagten og Søren Pind afgik med regeringen 3. oktober 2011.

## Enkeltsager

### Udtalelser om afviste irakere
Den 21. september 2009 skrev Søren Pind på sin blog på Berlingske Tidendes hjemmeside, at en af de 282 afviste irakiske asylansøgere var dømt for overtrædelse af straffelovens §§ 216 og 222. Det førte til en artikel i B.T. den 22. september under overskriften ”Afvist iraker voldtog 14-årig” i avisen B.T., at en af de afviste asylansøgere fra Irak var en pædofil voldtægtsmand.
Den omtalte iraker blev identificeret som Mustafa Ahmed, hvis sag tidligere havde været omtalt i dagspressen. Pind blev beskyldt for at lyve af bl.a. Enhedslistens Johanne Schmidt Nielsen i et blogindlæg på Politiken. Også Information bragte en kritisk artikel , og Kirkeasyl tog afstand fra Pinds udtalelser.
Johanne Schmidt Nielsen bad i Folketingets Udvalg for Udlændinge og Integration integrationsminister Birthe Rønn Hornbech bekræfte, at Mustafa Ahmed ikke kunne betragtes som afvist asylansøger. Det kunne Birthe Rønn Hornbech ikke bekræfte og svarede, at han faktisk var at betragte som afvist asylansøger.
Desuden linkede Søren Pind fra sin blog til det, der skulle være et billede af voldtægtsforbryderen på en blog på TV2. Billedet forestillede en anden afvist asylansøger, Ali Nayef Rashool. Søren Pind fjernede umiddelbart derefter linket og understregede, at det ikke var ham, der havde påstået, at billedet forestillede Mustafa Ahmed.

### Indsats mod graffiti
Som bygge- og teknikborgmester og ansvarlig for Stop Graffiti-kampagnen (senere ændret til Stop Vandalisme for at dække bredere end blot graffiti) har Søren Pind arbejdet aktivt for at bekæmpe graffiti som led i generel kriminalitetsbekæmpelse ("teorien om knuste vinduer").
Søren Pind er kommet med en række kontroversielle udtalelser om graffiti og er bl.a. blevet beskyldt for i samarbejde med Københavns Kommunes graffiti-konsulent Lennart Faust, at føre "korstog" ved at fastholde, at al graffiti var direkte forbundet med kriminalitet, samt at 80 % af malernes spraydåser var stjålne.
Pind har forårsaget, at den internationale graffitifestival Meeting of Styles blev aflyst i København, fordi den ville føre til mere graffiti i byen. Andre politikere mente, det var kulturcensur.

### Involvering i Teglholmen-sagen
I februar 2007 oplyste byggekoncernen NCC socialdemokratiske medlemmer af Københavns Borgerrepræsentation om en mistanke i en sag om byggetilladelse til et NCC-byggeri på Københavns Havn. NCC påstod, at et medlem af Borgerrepræsentationen fra partiet Venstre havde presset koncernen for modydelser for en lettere sagsbehandling. Medlemmet blev identificeret som Jesper Schou Hansen. Han skulle ifølge det påståede på vegne af Søren Pind have presset NCC for penge, der skulle anvendes til Søren Pinds valgkamp. Pind har benægtet det og har anklaget NCC for selv at have tilbudt kampagnefinansiering mod stemmer i planlægningsudvalget for en byggetilladelse. Sagen førte, efter politiet havde foretaget en efterforskning, ikke til nogen form for sigtelser.

### Terrorangrebene i Norge
Efter Terrorangrebene i Norge 22. juli 2011, hvor otte blev dræbt af en bilbombe i regeringskvarteret i Oslo, og 69 unge blev myrdet i massakren på Utøya, sammenlignede Pind på sin facebook-side terrorhandlingerne med protesterne mod træfældingen i Østerild Klitplantage.

### Personlige opgør med pressen
I november 2010 kaldte Søren Pind BT's journalist Lars Fogt for ”en uvederhæftig, løgnagtig bedrager”.
Journalisten havde skrevet kritisk om Søren Pinds aktiviteter i ejendomsselskabet Nordicom i artiklen "Pind boede gratis" i ugebladet BT. Søren Pind lod sin vrede komme til udtryk på Facebook, og spydighederne mod Lars Fogt var ifølge ministeren bevidst injurierende. Pind havde videre sagt:
| “ | Hvis man siger sådan, som jeg gør, og BT og Lars Fogt ikke kan vinde et injuriesøgsmål i retten, er det fordi, jeg har ret." | ” |

Under Statsløse-sagen kritiserede juraprofessor på CBS, Claus Haagen Jensen, Pinds ministerkollega integrationsminister Birthe Rønn Hornbech. Der var specifikt tale om en kritik af Hornbechs tavshed under et samråd, som Haagen Jensen kaldte "helt grotesk". Med baggrund i Haagen Jensens kommentar skrev Pind på sin Facebook-profil:
| “ | Ku’ ham Claus Haagen ikke snart tage at holde sin – dyb indånding – mund. Hvor f***** er juraen i alt hans ordgejl? [...] Sådan er der utallige eksempler på en manisk presseliderlig adfærd, der burde indbringe ham en sag for Udvalget for Videnskabelig Uredelighed. Han er en skændsel for juraen". | ” |

Mediejuristen Oluf Jørgensen kaldte Pinds Facebook-opdatering for en "grov tilsvining", der nemt kunne føre til en injuriesag.
Europarådets svenske menneskerettighedskommissær, Thomas Hammarberg, blev kritiseret af Pind i 2011, efter han havde kritiseret Danmark og andre EU-lande for ikke at yde Italien nok støtte til at håndtere de mange flygtninge fra Nordafrika. Pind udtalte:
| “ | Manden er åbenlyst idiot og derfor ikke værd at spilde tid på. | ” |

Oppositionens medlem, socialdemokraten Mogens Jensen, sagde om Pinds udtalelse:
| “ | Det er nærmest det mest stupide, jeg har hørt. | ” |

## Bogudgivelser, medieoptræden og netværk
Søren Pind har skrevet bøgerne Friheden Duer Til Alt Godt i 2002,
Kære Søren — en brevveksling om det nye Danmarks kurs mod afgrunden sammen med Søren Krarup i 2003 og Lise Nørgaard — et portræt i 2005. I 2004 udgav han sammen med Pelle Voigt cd'en Fra i dag - Aznavour på dansk.
Søren Pind har gennem en årrække medvirket i det populære radioprogram Mads og Monopolet.
I tv-serien Pind og Holdt i USA rejste Søren Pind og foredragsholderen Jacob Holdt som et umage par rundt i USA. Den første række af programmer i tv-serien blev vist i 2012 på DR og blev året efter fulgt op af en ny række programmer.
Efter sin politikertid har Pind skrevet »Frie ord« (erindringer, 2019).

## Trivia
Søren Pind fik som etårig fjernet højre øje og har glasøje.
Søren Pind er medlem af VL-gruppe 2, som er et netværk for virksomhedsledere. Søren Pind var det eneste folketingsmedlem i denne gruppe.
Søren Pind deltog i møder hos Bilderberggruppen i 2016 og 2017.
Søren Pind var omdrejningspunkt for Lise Baastrups optræden "Min lille hemmelighed" i Cirkusrevyen 2016.